# Nežidersko jezero
Nežidersko jezero odnosno Niuzaljsko jezero (njemački: Neusiedler See = jezero Neusiedlera; mađarski: Fertõ tó = močvarno jezero), plitko jezero na granici Austrije i Mađarske, oko 183 km². Nalazi se na 115 m. nadmorske visine (377 stopa), dugo je 36 i široko 6 do 14 kilometara. Zbog isparivanja povećana mu je slanost. Većim svojim dijelom nalazi se u Gradišću u Austriji, a manjim pripada Đursko (Jursko)-mošonjsko-šopronskoj županiji u Mađarskoj. Ime dobiva po austrijskom gradiću Nežideru (nje. Neusiedl). Nežidersko jezero nastalo je u vrijeme pleistocena prije nekoliko milijuna godina, vjerojatno kao posljedica tektonskih subsidencija. Prosječno dubina jezera iznosi 1,8 metara. Nema prirodnog otjecanja, a manje pritoke su mu Wolfsbrunn, Wulka i još neke. Znatan dio obale obrastao je trskom koja se koristi u građevinarstvu. Bogato je ribom i privlačno turistima, osobito Bečanima. 

## Vodostaj
Jezero je prije znalo često poplaviti, te je 1768. godine zabilježena njegova najveća veličina od 515 km², ali i drastično povlačenje vodostaja, te je u posljednjih 14.000 godina bilo 100 puta potpuno isušeno (posljednji put se skoro isušilo 1866. godine o čemu imaju svjedočanstva pojedinaca koji su ga prepješačili). Danas se vodostaj kontrolira vratima na kanalu blizu Fertőújlaka u Mađarskoj, što je ustanovljeno bilateralnim sporazumom Mađarske i Austrije iz 1956. godine.

## Bioraznolikost
Većina jezera je okružena trskom koja je prirodno stanište mnogim životinjskim vrstama (Štuka, Sabljarka), a osobito pticama selicama (Bijela roda, Velika bijela čaplja, Čaplja danguba, Obična žličarka, Sivonoga guska, Crvenoprsa guska, Orao štekavac i Eja strnjarica), a koja se žanje tijekom ledenih zima. Tako se sprječava trulež trske u vodi, a trska se prodaje za razne uporabe. Tijekom ljetnih mjeseci zna doći do požara trske koji se zbog konstantnih vjetrova brzo šire. Pored trske tu se mogu naći i mnoge rijetke biljke kao Dvolisna orhideja, mnoge vrste Perunika, dok su istočne mađarske puszte preplavljene biljkama kao što su Puccinellia peisonis, Aster tripolium, pannonicum i Suaeda maritima. Kvalitet vode je određen temperaturom vode, vjetrom i salinitetom, te visinom mulja koji se talože iz sedimenata.

## Povijest
Tragovi ljudskih naselja oko jezera datiraju u neolit, a gusto je bilo naseljeno od 7. stoljeća pr. Kr. narodima halštatske kulture, što je ostalo i tijekom starorimskog doba. Kod Fertőrákosa se nalaze dvije rimske vile i rimski hram boga Mitre iz 3. stoljeća koji su otvoreni za javnost. God. 454., Teodorik Veliki, ostrogotski kralj, je rođen ovdje. 
Najvažnija naselja na obalama jezera su:  Illmitz (Illmic), Podersdorf am See (Pátfalu), Weiden (Védeny), Neusiedl am See (Nezsider), Jois (Nyulas), Winden (Sásony), Breitenbrunn (Fertőszéleskút), Purbach am Neusiedlersee (Feketeváros), Donnerskirchen (Fertőfehéregyháza), Oggau (Oka), Rust (Ruszt) i Mörbisch (Fertőmeggyes) u Austriji, i Fertőrákos, Fertőboz, Fertőd, Balf i Fertőújlak u Mađarskoj.
Austrijski nacionalni park Neusiedler See se spojio s mađarskim nacionalnim parkom Fertő-Hanság 1991. godine, te zajedno pokrivaju prostor od 235.88 km². God. 1993., Nacionalni park Nežidersko jezero prepoznat je u svijetu kada mu je dodijelja II kategorija IUCN zaštite. God. 2001., oba dijela parka (Austrijski i Mađarski) su upisani na UNESCO-ov popis mjesta svjetske baštine u Europi zbog svoje vrijednosti kao mjesta sastajanja različitih kultura (posljednjih 8.000 godina) i evolucije simbioze ljudske aktivnosti i fizičkog okoliša. Iznimna ruralna arhitektura oko jezera s palačama iz 18. i 19. stoljeća joj daje i kulturnu vrijednost.